# اگر می‌خواهید بیایید، من امتناع می‌کنم
اگر می‌خواهید بیایید، من امتناع می‌کنم 
(به تلوگویی: Nuvvostanante Nenoddantana) فیلمی محصول سال ۲۰۰۵ و به کارگردانی پرابو دوا است. در این فیلم بازیگرانی همچون سیدارت نارایان، تریشا، پراکاش راج و پرابو دوا ایفای نقش کرده‌اند.